# Goliath Birdeater
『Goliath Birdeater』（ゴライアス・バードイーター）は、日本のロックバンド・ZIGGYの10枚目のオリジナル・アルバム。

## 概要
- ソニーに移籍後、初めてリリースしたアルバム。松尾宗仁の復帰により、再び4人編成となるが、このメンバーでのレコーディングはこれが最後となった。
- 前作と比較すると、従来のZIGGYのパブリックイメージであるロックナンバーが並ぶ。
- このアルバムを最後に、戸城憲夫が脱退。
- 2023年、戸城が所属するThe DUST'N'BONEZ[1]が「MONKEY」をカバーリリースしている。

## 収録曲
| 全作詞: 森重樹一。 |                          |           |          |      |
| #                  | タイトル                 | 作詞      | 作曲     | 時間 |
| 1.                 | 「Wannabe」              | 森重樹一  | 森重樹一 | 1:45 |
| 2.                 | 「Without…」             | 森重樹一  | 森重樹一 | 4:14 |
| 3.                 | 「マケイヌ」             | 森重樹一  | 森重樹一 | 3:37 |
| 4.                 | 「嫌なこった」           | 森重樹一  | 戸城憲夫 | 3:00 |
| 5.                 | 「VENUS」                | 森重樹一  | 森重樹一 | 4:31 |
| 6.                 | 「時の砂」               | 森重樹一  | 戸城憲夫 | 3:56 |
| 7.                 | 「MONKEY」               | 森重樹一  | 戸城憲夫 | 4:28 |
| 8.                 | 「ペシミストのため息」   | 森重樹一  | 戸城憲夫 | 3:49 |
| 9.                 | 「この空の下のどこかに」 | 森重樹一  | 森重樹一 | 6:29 |
| 10.                | 「流浪のダンス」         | 森重樹一  | 森重樹一 | 4:15 |
| 11.                | 「迷走」                 | 森重樹一  | 松尾宗仁 | 2:46 |
| 12.                | 「Forever Wild」         | 森重樹一  | 森重樹一 | 3:13 |
| 合計時間:          | 合計時間:                | 合計時間: | 46:03    |      |